# Langsnavelbrilvogel
De langsnavelbrilvogel (Rukia longirostra) is een zangvogel uit de familie Zosteropidae (brilvogels).

## Verspreiding en leefgebied
Deze soort is endemisch op het Oceanische eiland Pohnpei in Micronesië.

## Status
De grootte van de populatie is in 2015 geschat op 24.000 volwassen vogels. Het verspreidingsgebied is klein en de soort gaat achteruit door ontbossing. Op de Rode lijst van de IUCN heeft deze soort daarom de status gevoelig.